# قانون برگمان

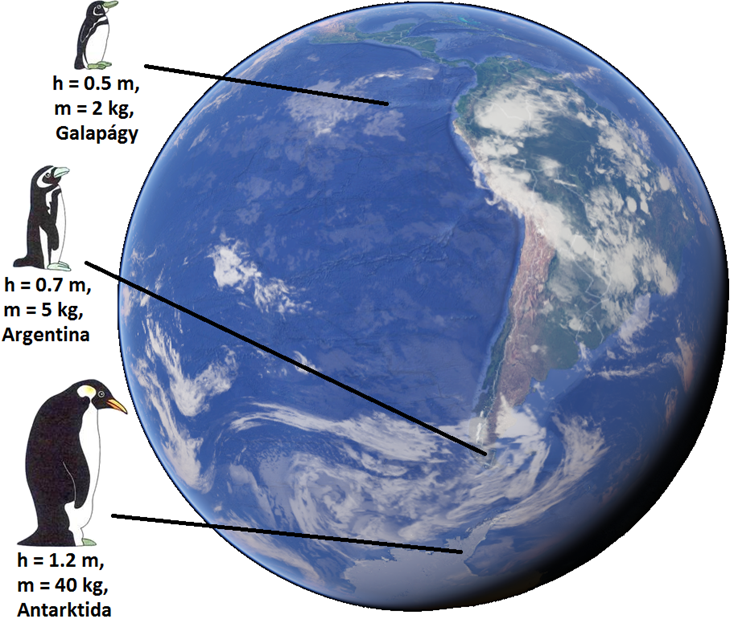
قانون برگمان دلیلی برای اندازه متفاوت پنگوئن‌هایی است که با تغییر عرض جغرافیایی و دما، اندازه بدنشان فرق می‌کند.

قانون برگمان (به انگلیسی: Bergmann's rule) یا قانون اندازه-دما نام قانونی در علم جانورشناسی است که بیان می‌دارد اندازهٔ جانوران با تغییر عرض جغرافیایی و آب و هوا تغییر می‌کند. به بیان دیگر جانورانی که در نواحی گرمسیری زندگی می‌کنند کوچکتر از جانورانی هستند که در نواحی خنکتر زندگی می‌کنند. این قانون اولین بار در قرن نوزدهم توسط زیست‌شناسی آلمانی به نام کارل برگمان (به آلمانی: Carl Georg Lucas Christian Bergmann) مطرح شد. وی قانونش را در سال ۱۸۴۷ میلادی مطرح کرد. این قانون در بین پژوهشگران و دانشمندان بحث‌برانگیز است.